# كيندال ويندهام
كيندال ويندهام (بالإنجليزية: Kendall Windham)‏ هو مصارع محترف أمريكي، ولد في 7 أغسطس 1966 في سويتواتر في الولايات المتحدة.

## وصلات خارجية
- كيندال ويندهام على موقع CageMatch worker (الإنجليزية)

- كيندال ويندهام على موقع IMDb (الإنجليزية)
- كيندال ويندهام على موقع قاعدة بيانات الفيلم (الإنجليزية)